# 中国共産党海南省委員会
中国共産党海南省委員会（ちゅうごくきょうさんとうかいなんしょういいんかい）は中国共産党に所在する海南省を運営する組織である。
中国共産党海南省委員は中国共産党海南省大会という選挙によって選出される。大会が開催されていない期間は、中国共産党中央委員会の指示を海南省で実行し、海南省の行動を指導し、中国共産党中央委員会に定期的に報告する。

## 沿革
1988年、海南省に建立。1988年4月26日、中国共産党中央委員会の許可を得て、中国共産党海南省委員会が正式に設立された。

## 職責
『中国共産党地方委員会工作条例』によると、中国共産党地方委員会は主に政治、思想と組織指導を実行し、以下の職能を担う：
1. 地域の主要な問題についての意思決定を行う。
2. 法的手続きを通じて、党組織の主張を地方の規制、地方政府の規則又はその他の政令にする。
3. 地域の思想文化宣伝工作に対する指導を強化し、イデオロギー工作の指導権、発言権をしっかりと掌握する。
4. 幹部管理権限に従い幹部を任免し、管理し、地方国家機関、政協組織、人民団体、国有企業事業単位等に重要幹部を推薦する。
5. 人民代表大会、政府、政治協商会議、裁判所、検察院、人民団体などが法により規約に基づき独立して責任を負い、協調一致して業務を展開することを支持・保証し、これらの組織における党グループの指導の核心的役割を発揮する。
6. 地域の群団活動と統一戦線活動に対する指導を強化する。
7. 所属する党組織と広範な党員を動員、組織し、大衆を団結させて党の目標任務を実現する。

## 構成機関
『海南省機構改革方案』によると、中国共産党海南省委員会には15の工作機関が設置され、工作機関が管理する機関（副庁級）が1つある。中国共産党海南省委員会は以下の機構を設置している：
- 中国共産党海南省委員会弁公庁

### スキル部門
- 中国共産党海南省委員会組織部
- 中国共産党海南省委員会宣伝部
- 中国共産党海南省委員会統一戦線工作部
- 中国共産党海南省委員会政法委員会

### 仕事部門
- 中国共産党海南省委員会組織部政策研究室
- 中国共産党海南省委員会組織部国家安全委員会弁公室
- 中国共産党海南省委員会網絡安全・情報化委員会弁公室
- 中国共産党海南省委員会財経委員会弁公室
- 中国共産党海南省委員会機構編成委員会弁公室
- 中国共産党海南省委員会軍民融合発展委員会弁公室
- 中国共産党海南省委員会台港澳工作弁公室
- 中国共産党海南省委員会巡回指導者小組弁公室
- 中国共産党海南省委員会老幹部局

### 派遣機関
- 中国共産党海南省委員会直属機関工作委員会

### 直属事業単位
- 中国共産党海南省委員会党校
- 海南社会主義学院
- 『海南日報（中国語版）』社
- 中国共産党海南省委員会党史研究院
- 海南省公文書館

……

### 作業組織が管理する機関
- 中国共産党海南省委員会機密局（省委員会弁公庁が管理する）

## 歴代の書記
| 肖像 | 氏名   | 就任       | 退任       | 注    |
| ---- | ------ | ---------- | ---------- | ----- |
|      | 許士傑 | 1988年4月  | 1990年6月  |       |
|      | 鄧鴻勛 | 1990年6月  | 1993年1月  |       |
|      | 阮崇武 | 1993年1月  | 1998年2月  |       |
|      | 杜青林 | 1998年2月  | 2001年8月  |       |
|      | 白克明 | 2001年8月  | 2002年11月 | [ 1 ] |
|      | 王岐山 | 2002年11月 | 2003年4月  | [ 2 ] |
|      | 汪嘯風 | 2003年4月  | 2006年12月 | [ 3 ] |
|      | 衛留成 | 2006年12月 | 2011年8月  | [ 4 ] |
|      | 羅保銘 | 2011年8月  | 2017年4月  | [ 5 ] |
|      | 劉賜貴 | 2017年3月  | 2020年11月 | [ 6 ] |
|      | 沈暁明 | 2020年11月 | 2023年3月  | [ 7 ] |
|      | 馮飛   | 2023年3月  | 現在       | [ 8 ] |

## 歴代の構成員
第六期省委（2012年4月－2017年4月）
- 書記：羅保銘（－2017年3月）、劉賜貴（2017年3月－）
- 副書記：蔣定之（－2015年2月）、李憲生（－2014年12月）、李軍（2014年12月－）、劉賜貴（2014年12月－2017年3月）、沈暁明（2017年3月－）
- 常務委員：羅保銘（－2017年3月）、蔣定之（－2015年2月）、李憲生（－2014年12月）、姜斯憲（－2014年1月）、肖若海（－2014年9月）、陳辭（－2015年2月）、馬勇霞（－2017年3月）、譚力（－2014年7月）、李秀領（－2016年10月）、譚本宏（－2014年7月）、孫新陽（－2016年10月）、許俊、毛超峰（2013年1月－）、劉新（2014年9月－2017年4月）、張琦（2014年9月－）、李軍（2014年12月－）、劉賜貴（2014年12月－）、胡光輝（2015年4月－）、陳志栄（2015年5月－2016年8月、因病去世）、王瑞連（2017年2月－）、沈暁明（2017年3月－）、藍仏安（2017年3月－）、肖鶯子（女、壯族）（2017年3月－）

第七期省委（2017年4月－2022年4月）
- 書記：劉賜貴（－2020年11月）、沈暁明（2020年11月－）
- 副書記：沈暁明（－2020年11月）、李軍、馮飛（2020年12月－）
- 常務委員：劉賜貴（－2020年11月）、沈暁明、李軍、毛超峰（－2021年1月）、王瑞連（－2018年10月）、張琦（－2019年9月）、胡光輝（－2020年3月）、藍仏安（-2021年4月）、肖鶯子（女、壯族）、肖傑（－2021年3月）、厳朝君（－2018年11月）、張韻声（－2018年6月）、陳守民（2018年1月－2020年2月）、劉星泰（2018年7月－）、彭金輝（彜族、2018年10月－2020年12月）、童道馳（2018年11月－2020年11月）、何忠友（2019年12月－2021年10月）、孫大海（2020年1月－）、何清鳳（2020年2月－）、馮飛（2020年12月－）、周紅波（2021年1月－）、徐啓方（2021年1月－）、苻彩香（女、黎族）（2021年3月－）、沈丹陽（2021年3月－）、陳国猛（2021年4月－）、羅增斌（2022年1月－）、楊暁和（2022年4月－）

第八期省委（2022年4月至今）
- 書記：沈暁明（－2023年3月）、馮飛（2023年3月－）
- 副書記：馮飛（－2023年3月）、徐啓方（－2022年10月）、劉小明（2023年4月－）、沈丹陽（2023年6月－2024年9月）
- 常務委員：沈暁明（－2023年3月）、馮飛、徐啓方（－2022年10月）、陳国猛、沈丹陽、馮忠華（－2024年6月）、周紅波（－2024年12月）、王斌、羅增斌（－2024年12月）、楊暁和（－2024年1月）、苗延紅（女）（－2024年6月）、巴特爾（蒙古族）、王培傑（2022年6月－）、劉小明（2023年4月－）、倪強（2023年10月）、納雲徳（2024年8月－）、尹麗波（2024年9月－）、王祺揚（2024年12月－）